# بندنیز
دِنیز چِلیک (به ترکی استانبولی: Deniz Çelik) مشهور به بَندَنیز (به ترکی استانبولی: Bendeniz)، یکی از خوانندگان موسیقی پاپ کشور ترکیه است. او در ۲۵ ژوئیه سال ۱۹۷۳ در کشور سوئیس به دنیا آمد.
او تحصیلات دانشگاهی‌اش را در کشور سوئیس ادامه داد. مدتی هم در لیگ فوتبال زنان ترکیه با لباس تیم دوستلوک اسپر بازی کرد و در ایران هواداران زیادی دارد، در شهر چابکسر گیلان هواداران بخصوصی دارد.

## آلبوم‌شناسی
- Bendeniz I, (۱۹۹۳) (بندنیز ۱)
- Biz (ما) (تک‌آهنگ)
- Bendeniz II, (۱۹۹۵)
- Bendeniz III, (۱۹۹۶)
- Bendeniz'den, (۱۹۹۸)
- Kurtulamıyorum, (۱۹۹۹)
- Zaman, (۲۰۰۱) (زمان)
- Demedim mi, (۲۰۰۳)
- Aşk Yok Mu Aşk, (۲۰۰۵)
- Değiştim, (۲۰۰۷)
- ۲۰۰۹]]) ,Olsun]])
- ۲۰۱۱]]) ,Benden İzler]])
- ۲۰۱۷]]) ,O İnsan]]) (تک آهنگ)
- ۲۰۱۸]]) ,Best Of Bendeniz Vol. 1]])